# Зигфрид Шведский
Зи́гфрид Шве́дский (ум. ок. 1045) — епископ западной церкви, миссионер.
Святой Римской католической церкви, почитаемый в Швеции (день памяти 15 февраля).

## Биография
По некоторым сведениям, в 995 году Зигфрид был монахом в Западной Англии. Прибыл в Норвегию вместе с предводителем викингов Олафом I, после чего миссионерствовал в Швеции. В 1008 году около Уппсалы крестил короля Олафа. Когда Зигфрид вернулся в родной Веренд, он обнаружил плавающее на озере деревянное ведро, в котором находились отрубленные головы его родственников. Их реликвии хранятся в соборе в Векшё. Позже, спасаясь от сопротивления крестьян, он бежал на Готланд. Зигфрид основал первое шведское епископство в Скаре. В 1030 году посетил Бремен.

## Почитание
Святой Зигфрид умер 15 февраля (год неизвестен) и был погребён в южной Швеции. Мощи святого Зигфрида были уничтожены в XVI веке во время шведской Реформации. Зигфрид Шведский был одним из самых почитаемых покровителей Швеции, его также почитали в Дании и Норвегии.

## Иконография
Чаще всего художники-иконописцы изображали его в одеянии епископа, благословляющего море с палубы корабля (рядом с угрожающими ему бесами).

## Этимология имени
На древненемецком языке имя святого означает sigu (победа) и fridu (защита от вооруженной силы, мир): «победоносный защитник».